# Belvedere Ostrense
Belvedere Ostrense est une commune italienne d'environ 2 153 habitants, située dans la province d'Ancône, dans la région Marches, en Italie centrale.
La commune est jumelée depuis 2002 avec la commune française de Saint-Pal-de-Chalencon dans le département de la Haute-Loire.

## Administration
| Période                                  | Période | Identité | Étiquette | Qualité |
| ---------------------------------------- | ------- | -------- | --------- | ------- |
|                                          |         |          |           |         |
| Les données manquantes sont à compléter. |         |          |           |         |

### Communes limitrophes
Castelplanio, Maiolati Spontini, Montecarotto, Morro d'Alba, Ostra, Poggio San Marcello, San Marcello, Senigallia